# US Open de 1998
O US Open de 1998 foi um torneio de tênis disputado nas quadras duras do USTA Billie Jean King National Tennis Center, no Flushing Meadows-Corona Park, no distrito do Queens, em Nova York, nos Estados Unidos, entre 31 de agosto e 13 de setembro. Corresponde à 31ª edição da era aberta e à 118ª de todos os tempos.

## Finais

### Profissional
| Categoria | Evento    | Campeã(s)(o/ões)            | Vice-campeã(s)(o/ões)             | Resultado          | Chave(s)  | Chave(s)       |
| --------- | --------- | --------------------------- | --------------------------------- | ------------------ | --------- | -------------- |
| Simples   | Masculino | Patrick Rafter              | Mark Philippoussis                | 6–3, 3–6, 6–2, 6–0 | principal | qualificatório |
| Simples   | Feminino  | Lindsay Davenport           | Martina Hingis                    | 6–3, 7–5           | principal | qualificatório |
| Duplas    | Masculino | Sandon Stolle Cyril Suk     | Mark Knowles Daniel Nestor        | 4–6, 7–6, 6–2      | principal | principal      |
| Duplas    | Feminino  | Martina Hingis Jana Novotná | Lindsay Davenport Natalia Zvereva | 6–3, 6–3           | principal | principal      |
| Duplas    | Misto     | Serena Williams Max Mirnyi  | Lisa Raymond Patrick Galbraith    | 6–2, 6–2           | principal | principal      |

### Juvenil
| Categoria | Evento    | Campeã(s)(o/ões)               | Vice-campeã(s)(o/ões)         | Resultado     | Chave(s)  | Chave(s)       |
| --------- | --------- | ------------------------------ | ----------------------------- | ------------- | --------- | -------------- |
| Simples   | Masculino | David Nalbandian               | Roger Federer                 | 6–3, 7–5      | principal | qualificatório |
| Simples   | Feminino  | Jelena Dokić                   | Katarina Srebotnik            | 6–4, 6–2      | principal | qualificatório |
| Duplas    | Masculino | K. J. Hippensteel David Martin | Andy Ram Lovro Zovko          | 6–7, 7–6, 6–2 | principal | principal      |
| Duplas    | Feminino  | Kim Clijsters Eva Dyrberg      | Jelena Dokić Evie Dominikovic | 7–6, 6–4      | principal | principal      |